# Pałac w Celejowie
Pałac w Celejowie – zabytkowy pałac we wsi Celejów (województwo lubelskie).
W latach 1823-1831 pałac był własnością rodziny Czartoryskich a w 1847 należał do Marcina Klemensowskiego herbu Celejów.
Obiekt jest częścią zespołu pałacowego z XVIII-XIX w., w skład którego wchodzą jeszcze:
- park z aleją dojazdową
- figura Matki Boskiej[1].

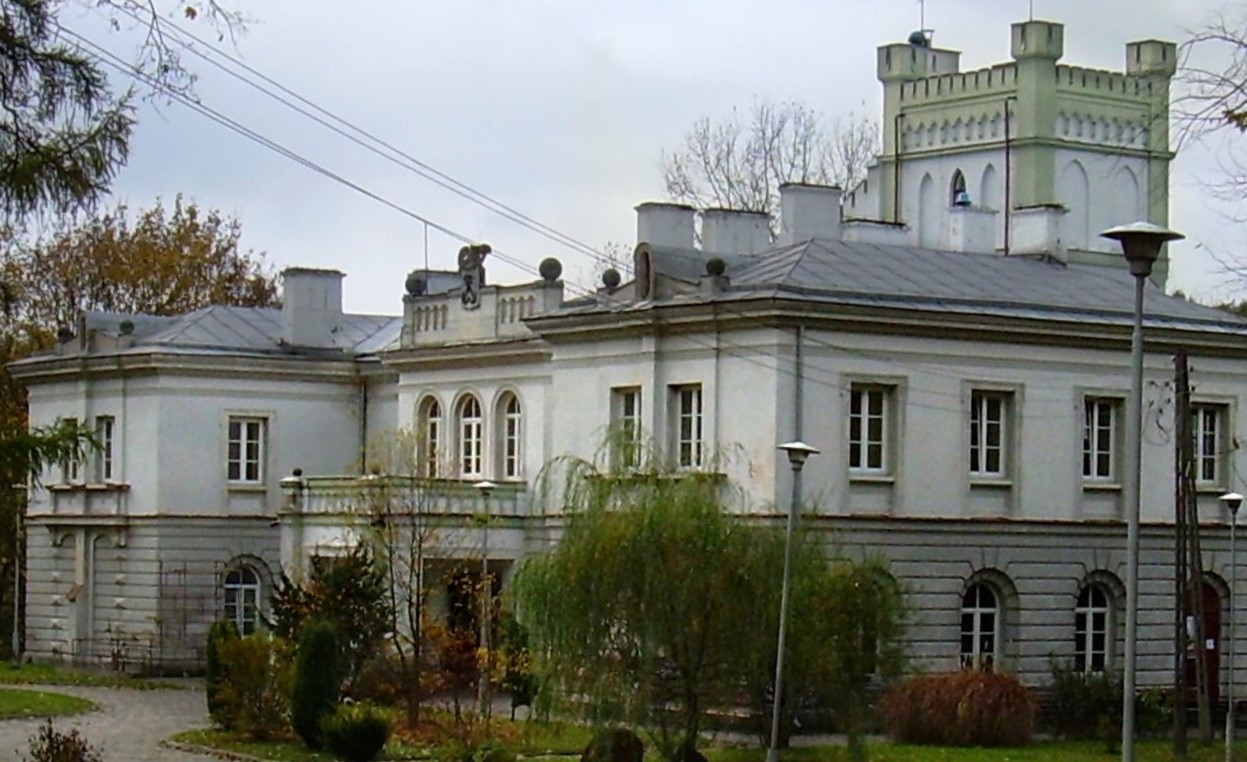
Fronton z herbem Celejów
Herb Celejów M. Klemensowskiego